# Il dissipatore
Il dissipatore (Spendthrift) è un film del 1936 diretto da Raoul Walsh, con protagonista Henry Fonda e distribuito negli Stati Uniti dalla Paramount Pictures.